# Kostival hlíznatý
Kostival hlíznatý (Symphytum tuberosum) je jedním ze čtyř druhů vytrvalých rostlin z rodu kostival které v české přírodě vyrůstají.

## Rozšíření
Kostival hlíznatý byl v minulosti pojímán velmi široce a proto byl jeho výskyt uváděn od Španělská až po Ukrajinu. V současnosti je tento druh posuzován v užším smyslu a jeho přítomnost byla pozorována hlavně ve Střední Evropě kde se vyskytuje v Německu, Rakousku, Polsku, České republice a na Slovensku, zavlečen byl do Severní Ameriky. V Česku roste především na Moravě v oblasti Bílých Karpat odkud zasahuje přes Českomoravskou pahorkatinu do Čech, kde se objevuje hlavně podél Vltavy.

## Ekologie
Stínomilný druh vyskytující se nejčastěji na kyprých a výživných vlhčích půdách v lužních lesích, v dubo habrových a dubo lipových hájích, okolo lesních potoků, tůní či jezírek i kolem lesních cest. Vyhovují mu půdy zásadité až slabě kyselé a běžně se vyskytuje do nadmořské výšky 600 m.

## Popis
Vytrvalá bylina s přímou lodyhou vysokou 20 až 40 cm. Lodyha, 3 až 7 mm tlustá, bývá jednoduchá a jen ojediněle je v horní části větvená s jednou až dvěma větvemi rostoucími z paždí listů. Dutá, hranatá, na omak drsná lodyha je na vrcholu dvouklaná a porostlá delšími odstávajícími či nazpět ohnutými chlupy a krátkými háčkovitými chloupky. Vyrůstá z vodorovného až šikmého oddenku který je v průřezu válcovitý a místy hlíznatě ztlustlý. Dužnaté kulovité hlízy oddenku až 1,5 cm velké jsou vně hnědé a uvnitř bělavé.
Lodyha je porostlá pěti až osmi střídavými listy s eliptickou až vejčitě kopinatou čepelí která bývá dlouhá 5 až 11 a široká 2,5 až 4 cm a na vrcholu je zašpičatělá. Dolní listy jsou dlouze řapíkaté a v období kvetení již obvykle usychají, střední jsou krátce řapíkaté a horní přisedlé. Horní strana listů bývá tmavě zelená a hustě drsně chlupatá, spodní je světle zelená s delšími odstálými a mnoha drobnými háčkovitými chlupy.
Oboupohlavné květy, se stopkami až 5 mm dlouhými a měkce chlupatými, vytvářejí řídká květenství, dvojité vijany. Zelený, chlupatý, vytrvalý kalich, dělený do pěti úzkých cípů až 5 mm dlouhých je ve spodní části srostlý, po odkvětu se jeho cípy prodlužují. Žlutá trubkovitá koruna bývá dlouhá 15 až 20 mm a má pět široce trojúhelníkovitých, nazpět ohnutých cípů. V korunní trubce je pět trojhranných šupin. Nitky pěti tyčinek jsou srostlé s korunní trubkou i šupinami a z trubky nepřečnívají, prašníky jsou špičaté. Čnělka jen málo přesahuje z koruny a je zakončena drobnou hlavičkovitou bliznou. Květy rozkvétají v květnu až červnu, opylovány jsou hmyzem.
Plodem jsou čtyři srostle, tmavě hnědé tvrdky, asi 3 mm dlouhé, nepravidelně vejčitého tvaru a po povrchu hustě bradavčité, obsahují po kulatém semeni. Kostival hlíznatý se rozmnožuje oddenky i semeny. Je dodekaploidní druh, 2n = 96.